# Simbol integrala
Simbol integrala:
∫ (Unicode), {\displaystyle \displaystyle \int } (LaTeX)
se koristi da označi integrale i primitivnu funkciju (suprotno od izvoda) u matematici. Ovu oznaku je uveo nemački matematičar Gotfrid Vilhelm Lajbnic pred kraj 17. veka. Simbol je zasnovan na znaku ſ (dugo s) i izabran je jer je Lajbnic smatrao da je integral beskonačna suma infinitezimalnih sabiraka.

## Oznake u Unicode i LaTeX

### Osnovni simbol
Simbol integrala U+222B ∫ integral u Unicode i \int u LaTeX. u HTML, se piše kao &#x222b; (hexadecimal), &#8747; (decimal) i &int; (nazvan"entitet").
Originalni IBM PC code pp. 437 set karaktera je podrazumevao dva simbola ⌠ i ⌡ (codovi 244 i 245) koja grade simbol integrala.Ovo je negodovano u sledećem MS-DOS code page, ali i dalje ostaju u Unicode (U+2320 i U+2321) zbog kompatibilnosti.
∫ simbol je jako sličan simbolu ʃ (zvanom "esh"). Ali ih ne treba mešati

### proširenje simbola
Шаблон:Još videti
Slični simboli podrazumevaju :
| značenje                                       | Unicode | Unicode | LaTeX                   | LaTeX             |
| ---------------------------------------------- | ------- | ------- | ----------------------- | ----------------- |
| Dupli integral                                 | ∬       | U+222C  | {\displaystyle \iint }  | \iint             |
| Trostruki integral                             | ∭       | U+222D  | {\displaystyle \iiint } | \iiint            |
| granični integral                              | ∮       | U+222E  | {\displaystyle \oint }  | \oint             |
| Kružni integral                                | ∱       | U+2231  |                         |                   |
| Suprotni od kazaljke na satu integral          | ⨑       | U+2A11  |                         |                   |
| Kružni granični integral                       | ∲       | U+2232  | \varointclockwise       | \varointclockwise |
| Suprotno od kazaljke na satu granični integral | ∳       | U+2233  | \ointctrclockwise       | \ointctrclockwise |
| Closed surface integral                        | ∯       | U+222F  | \oiint                  | \oiint            |
| zatvoreni zapreminski integral                 | ∰       | U+2230  | Шаблон:Oiiint           | \oiiint           |

## Oznake u drugim jezicima
U drugim jezicima se oblik integrala vrlo malo razlikuje od oblika viđenog u engleskim udžbenicima. U Engleskom jeziku simbol za integral se naginje na desno , u nemačkom simbol (korišćen u Centralnoj Evropi) je uspravan, i u ruskom, simbol se naginje na levo.
Još jedna razlika je u postavljanju granica za određene integrale. Generalno u engleskoim udžbenicima , granice idu sa desne strane simbola: {\displaystyle \int _{0}^{T}f(t)\;dt}.
Suprotno, unemačkim i ruskim tekstovima, granice za određene integrale su postavljene iznad i ispod simbola: {\displaystyle \int \limits _{0}^{T}f(t)\;\mathrm {d} t}.

## See also
- Capital sigma notation
- Capital pi notation

## External links
- Fileformat.info